# أحمد لوي سفلي
أحمد لوي سفلي هي قرية في مقاطعة خدا أفرين، إيران. عدد سكان هذه القرية هو 91 في سنة 2006.